# Spoed (seizoen 3)
Reeks 3 van Spoed werd voor de eerste keer uitgezonden tussen 9 april 2001 en 2 juli 2001. De reeks telt 13 afleveringen.

## Hoofdcast
- Leo Madder (Luc Gijsbrecht)
- Truus Druyts (Barbara Dufour)
- Wim Van de Velde (Jos Blijlevens)
- Anke Helsen (Vanessa Meurant)
- Rudy Morren (Cisse De Groot)
- Arlette Sterckx (Lies Weemaes)
- Wim Stevens (Kristof Welvis)
- Herbert Bruynseels (Koenraad De Koninck)
- Gert Lahousse (Bob Verly)
- Mireille Leveque (Anneke Wiels)
- Anneke De Keersmaeker (Fien Aerts)

## Vaste gastacteurs
(Personages die door de reeksen heen meerdere keren opduiken)
- Twiggy Bossuyt (Tessa Certijn)
- Annemarie Lemaître (Jeannine Somers)
- Vicky Florus (Marie Van der Aa)
- Thomas Vanderveken (Tom Gijsbrecht)
- Mechtilde van Mechelen (Christine N'Koto)

## Verhaallijnen
Na een zware week in Afrika komen Luc en Cricri doodvermoeid thuis. Koen’s moeder, Betty, is in een Spaans ziekenhuis opgenomen. Na wat zoekwerk komen Koen en Anneke te weten dat ze ongeneeslijk ziek is. Uiteindelijk sterft ze. Kristof krijgt een aanbieding om 2 jaar geneeskunde te gaan studeren in Amerika. Zijn vrouw Iris Van Hamme is hier minder enthousiast over, maar gaat toch met hem mee. Cricri neemt zijn plaats in en is nu een vaste urgentiearts. Luc krijgt een verontrustend telefoontje vanuit Oxford: zij zoon Tom is verdwenen. Luc zit hier erg mee in en krijgt er ook grote problemen mee. Hij zegt niks tegen het team, maar iedereen merkt dat er iets mis is. Luc is ronduit grof, stuurt patiënten naar huis zonder hen te onderzoeken, kaffert het personeel uit en blijft niet stand-by als het moet. Koen wil hem helpen, maar Luc lost niets. Fien is kwaad op Jos omdat ze denkt dat hij een oogje heeft op Cricri, en dit heeft ook invloed op de relatie tussen Fien en Cricri. Cricri beschuldigt Luc van handtastelijkheden, maar vooral Vanessa twijfelt hieraan. Tom is terug van weggeweest, maar de reden van zijn verdwijning wil hij niet kwijt. Hij logeert bij Anneke en Koen. Babs komt vroeger dan verwacht terug van haar tripje naar de Ardennen met Bob. Ze hebben problemen binnen hun relatie, maar Babs wil enkel kwijt dat ze zich erg vergist heeft in Bob.

### Seizoensfinale
Bob is teruggekeerd van de Ardennen. Hij probeert om de brokstukken te lijmen, maar voor Babs hoeft het niet meer. Al snel wordt duidelijk dat Babs Bob ten huwelijk heeft gevraagd, maar dat hij dit heeft afgewezen. Tom logeert nu al een week bij Anneke en Koen, en zoekt voorzichtig contact met zijn vader. Luc is heel blij dat zijn zoon terug is en is afgekickt van de drugs, maar hij kan er niet bij dat Tom in Engeland een moord heeft gepleegd. Hij weigert dit te geloven, en blijft de aangifte van de politie voor zich uitschuiven. Verpleegster Tessa Certijn komt op de spoeddienst een handje toesteken, maar ze wordt neergestoken.